# Kokocz
Kokocz (434 m) – wzniesienie na Pogórzu Ciężkowickim. Jeden z ważniejszych punktów widokowych na Pogórzu Ciężkowickim.
Góra częściowo jest porośnięta lasami mieszanymi, jak i również zamieszkana. Kulminacja bezleśna. Położona głównie w miejscowościach Wola Lubecka, Lubcza i Zwiernik. Wierzchołek znajduje się na terenie Woli Lubeckiej. Była zagrożona budową kamieniołomu co mogło doprowadzić do zniszczenia terenu oraz pozbawienia dopływów wody okolicznych mieszkańców. Góra Kokocz została zgłoszona do plebiscytu Wielkie Odkrywanie Małopolski jako Atrakcja Turystyczna i zdobyła 3 miejsce.
Niedaleko szczytu Kokocza w kierunku zachodnim znajduje się  pomnik przyrody – grab. W tym miejscu chowano kiedyś w zbiorowej mogile zmarłych podczas epidemii cholery i innych chorób. W 2022 roku ustawiono obok drzewa głaz z tablica upamiętniającą zmarłych. 

## Galeria

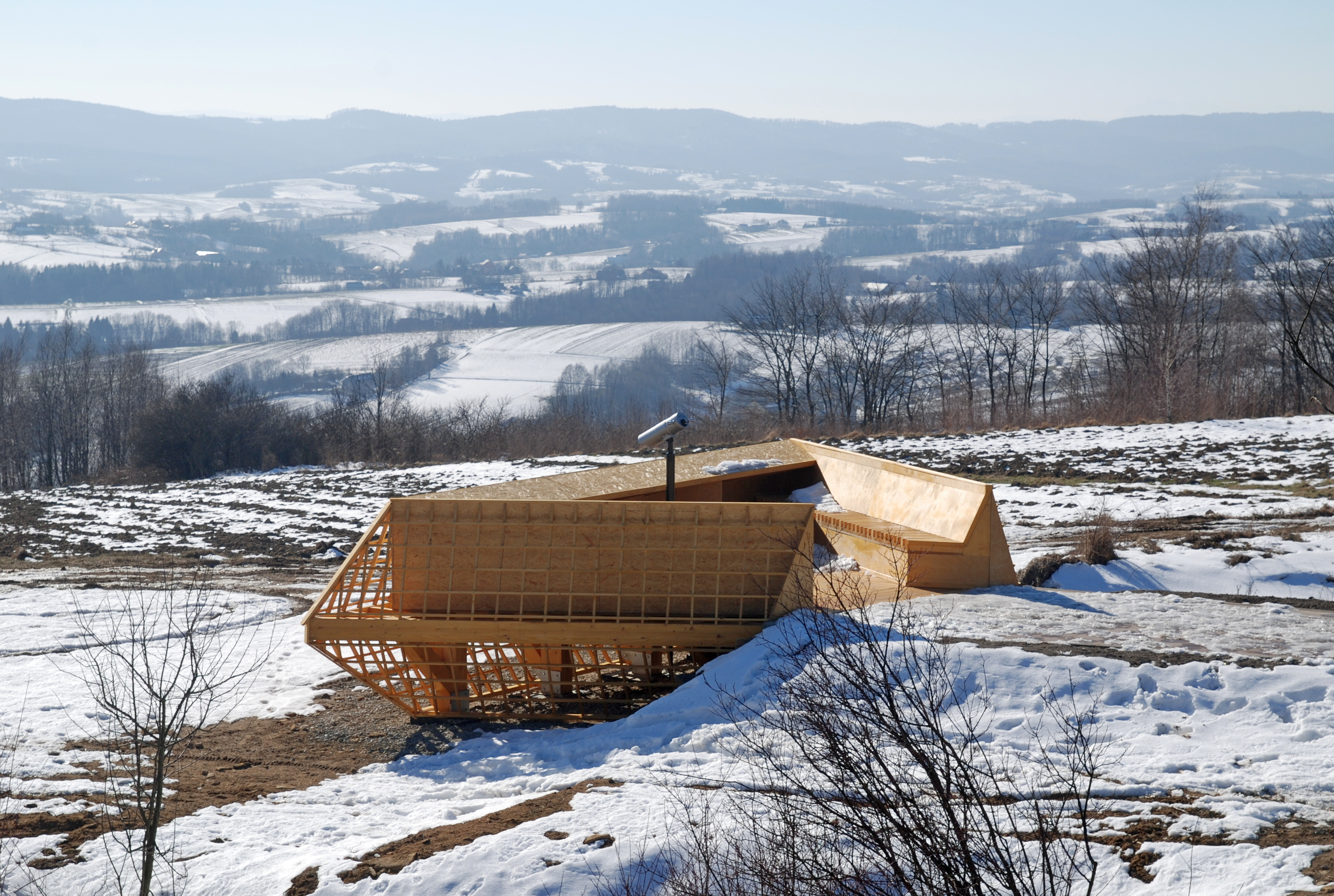
Punkt obserwacyjny na górze Kokocz
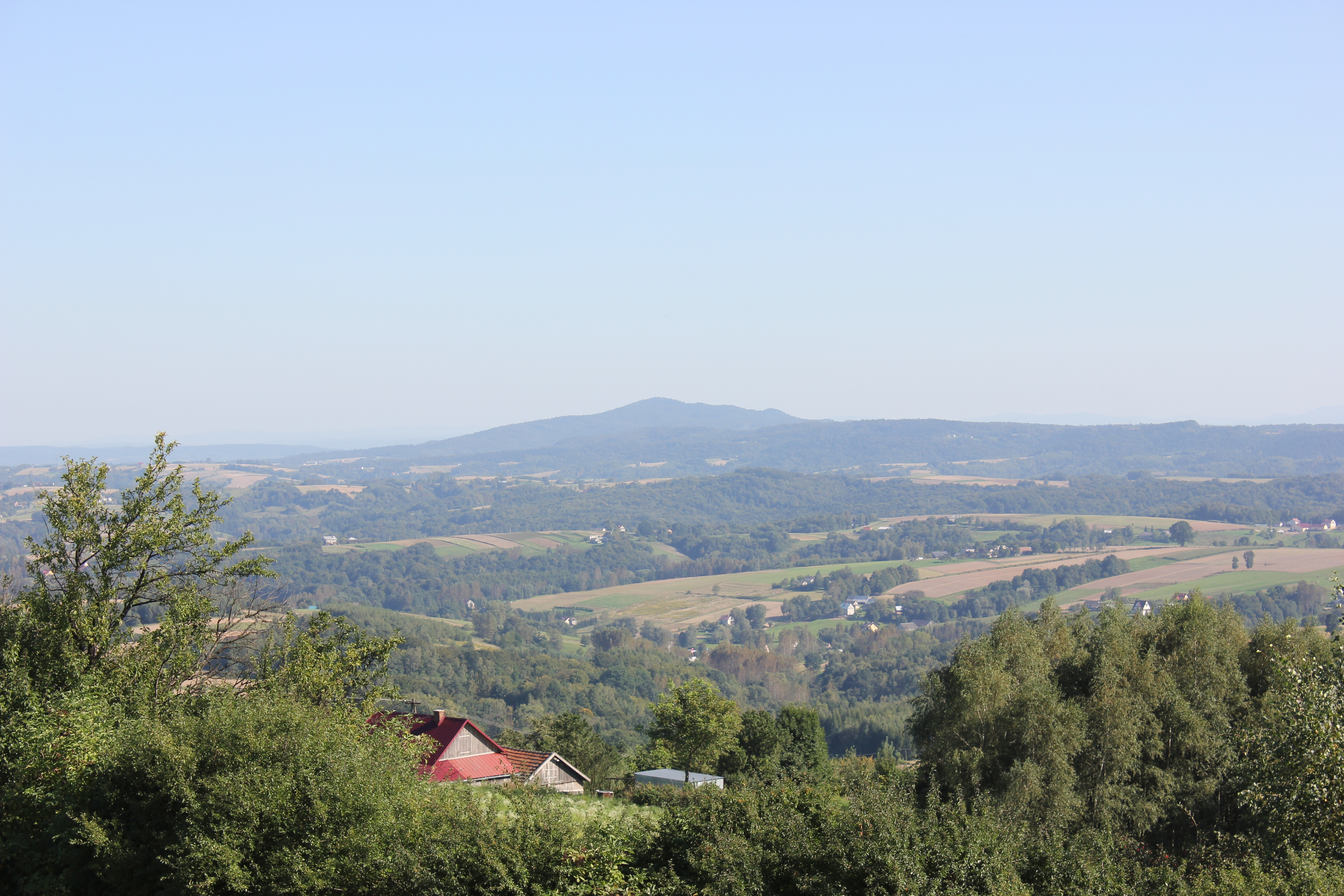
Widok z Kokocza na Liwocz
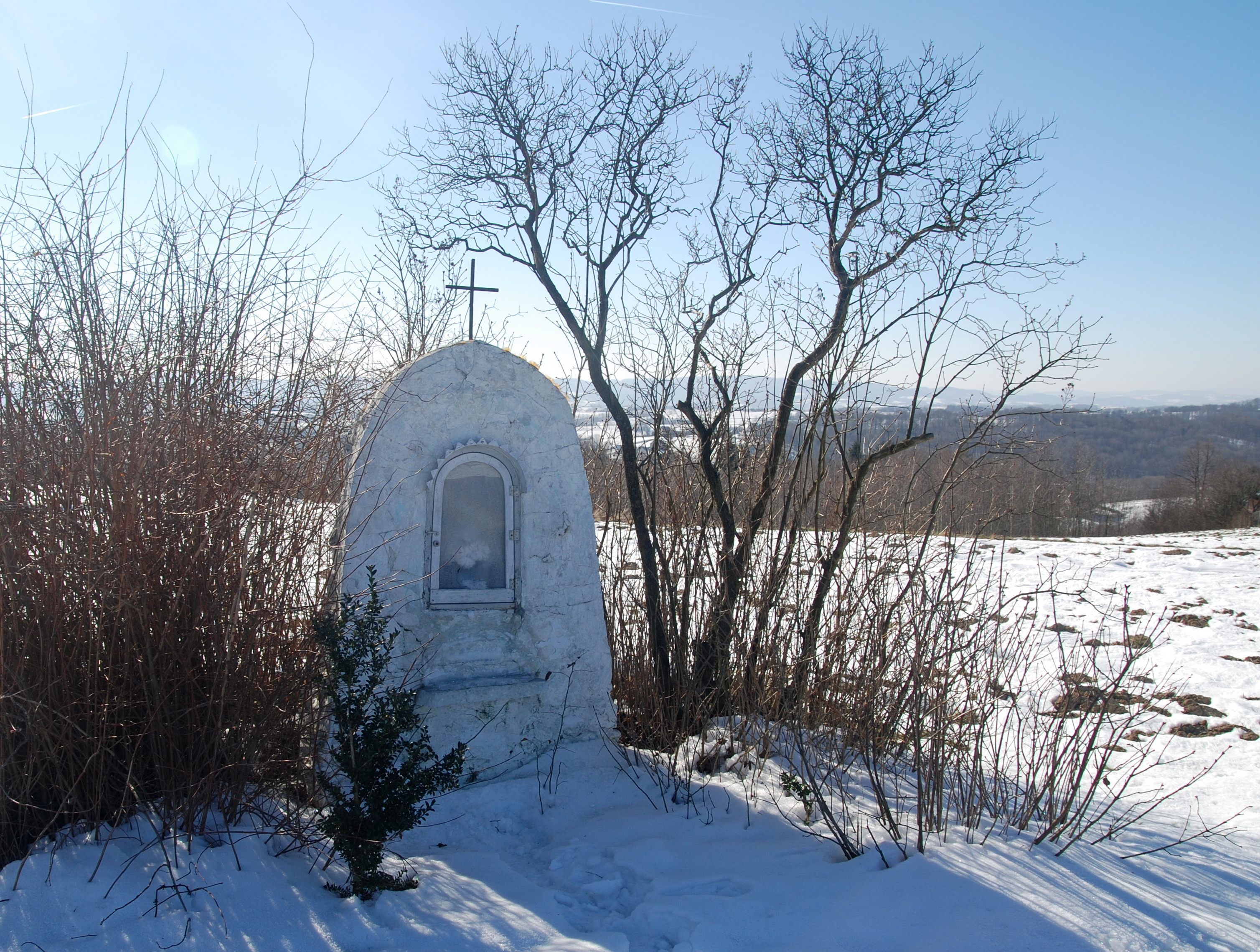
Kapliczka na górze Kokocz